# Musée du plâtre
Le Musée du Plâtre est un lieu d'échange et de ressources sur le plâtre et les matériaux de construction à travers la diversité de ses collections, sa bibliothèque, son fonds d'archives et son iconothèque.
Les thèmes abordés sont la géologie autour du gypse et du Bassin parisien, la mémoire de la carrière Lambert, l'histoire des entreprises et territoires plâtriers, les métiers et les arts du plâtre, le moulage et la sculpture, le fonds d'atelier du sculpteur Boulogne.
Après la fermeture des Musées Réunis de Cormeilles-en-Parisis, le secrétariat et la bibliothèque se sont installés à Deuil-la-Barre (Val-d'Oise) en 2022 à l'invitation de la municipalité. Les collections ont été mises en réserve, en attente d'un nouveau projet muséographique.

## Historique du musée
L'association des Amis de l'Écomusée - Musée du Plâtre est créée le 4 novembre 1982 par des citoyens de Cormeilles-en-Parisis à la suite de menaces sur la carrière Lambert promise à une décharge industrielle et la prise de conscience de l'intérêt écologique, scientifique, historique et patrimonial du site. En effet, la carrière et l'usine de Cormeilles-en-Parisis constituent un lieu-phare de l'industrie du plâtre depuis les années 1830 tandis que la coupe géologique à ciel ouvert du Bassin parisien fait l'admiration des chercheurs et des enseignants. En 1983, l'association reçoit le parrainage de Georges Henri Rivière, fondateur du musée national des Arts et Traditions populaires.
Pendant une quinzaine d'années, l'association est itinérante, construisant son projet d'écomusée et musée du Plâtre. Elle organise une première exposition de préfiguration en 1985 à Cormeilles-en-Parisis. En 1987, elle participe à « la Semaine du Plâtre » à la Cité des sciences et de l'industrie. Elle produit l'exposition « Gypsophilie » à Montigny-lès-Cormeilles (1992), puis l'exposition « Serpotta, stucs baroques de Sicile » avec le photographe Ferrante Ferranti présentée à Cormeilles-en-Parisis (1995), Asnières-sur-Seine et Courbevoie (2003). Un premier musée du Plâtre permanent ouvre à Cormeilles-en-Parisis en 1996, soutenu par la Ville de Cormeilles-en-Parisis. En 2012, il intègre les Musées Réunis en partenariat avec l'association du Vieux Cormeilles. Fin 2021, le musée est fermé à la suite de la décision de la Ville de Cormeilles de récupérer les lieux et de créer un autre projet culturel. Les collections sont mises en caisse tandis que le siège de l'association se déplace à Deuil-la-Barre. Un nouveau projet muséographique est à l'étude en Île-de-France.
Le musée du Plâtre est membre du ReMut (réseau national des musées et collections techniques) patronné par le CNAM (musée des Arts et Métiers), du réseau des Gypsothèques (sous l'égide du Musée du Louvre), du GRPA (Groupe de Recherche sur le Plâtre dans l'Art). Il bénéficie du soutien de Placoplatre.

## Collections

### Gypse et géologie

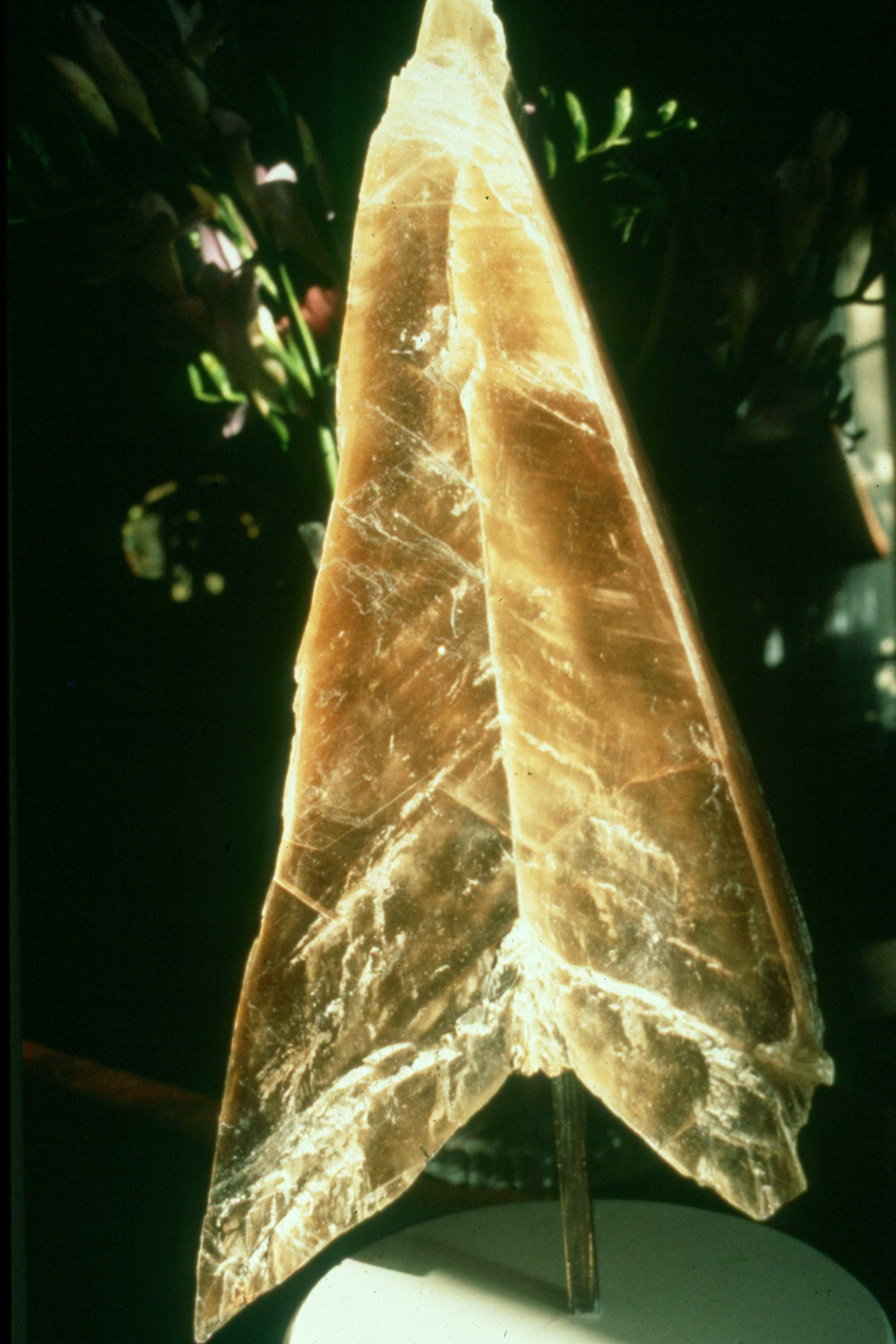
Gypse fer de lance du Bassin parisien. Collections du Musée du Plâtre.

Le gypse ou « pierre à plâtre » est un sulfate de calcium hydraté exploité dans la carrière de Cormeilles-en-Parisis par Placoplatre (Groupe Saint-Gobain). La carrière présente une image très précise de la formation géologique du Bassin Parisien à l'ère tertiaire, il y a environ 38 millions d'années, montrant sur 100 m de hauteur des couches admirablement stratifiées de l'Éocène supérieur et de l'Oligocène.

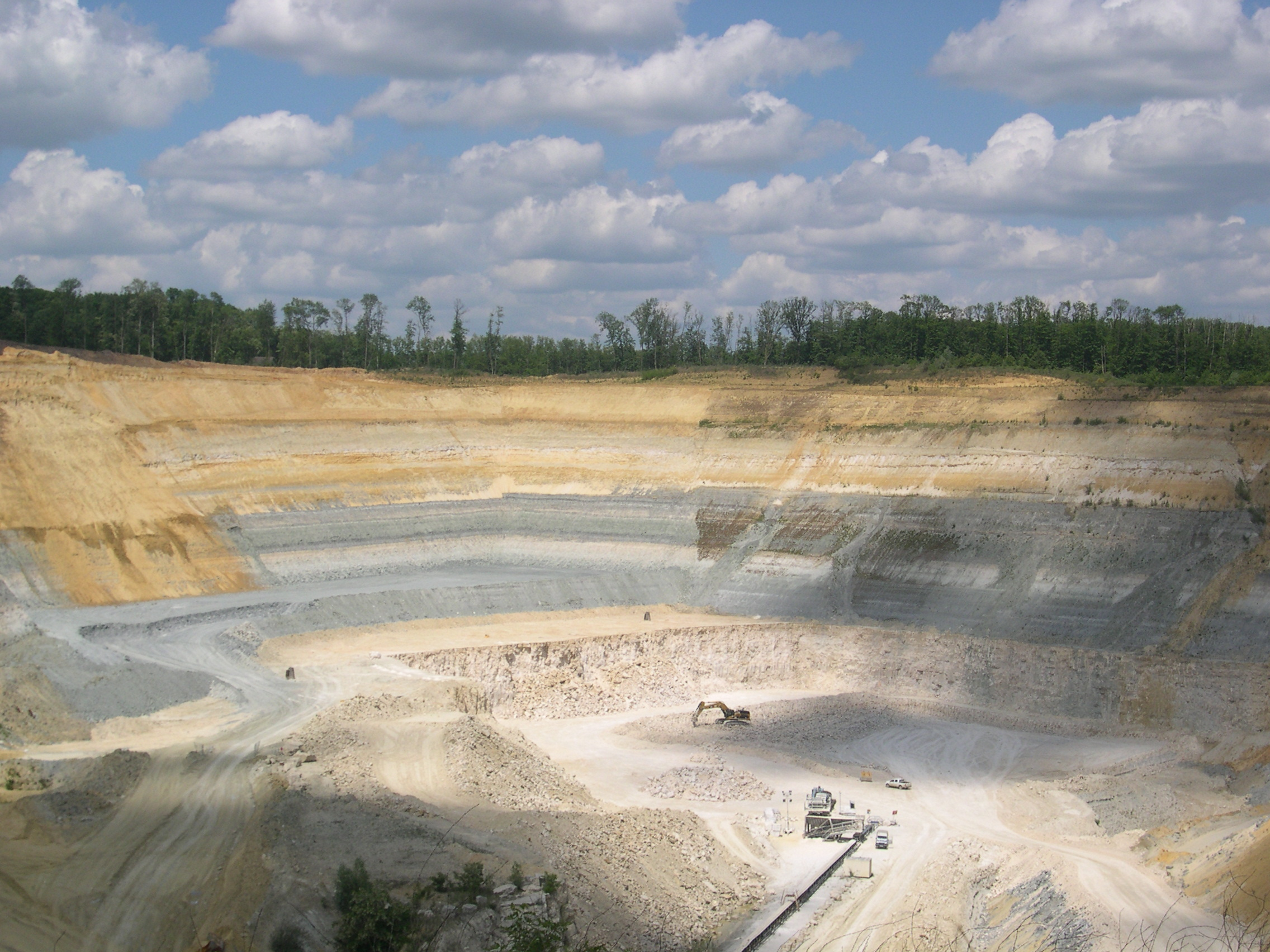
Carrière Placoplatre de Cormeilles-en-Parisis

Le Musée du Plâtre présente une centaine de cristaux de gypse provenant du monde entier pour en montrer à la fois la diversité cristallographique (gypses saccharoïde, pied d'alouette, fer de lance, fibreux, en paillettes, etc.), et la diversité géographique. Parmi eux, des fers de lance étonnants, forme la plus caractéristique du gypse mais aussi la plus rare.
Plus de 3 000 fossiles du Bassin Parisien, contemporains de la formation du gypse à l'ère tertiaire, constituent une collection intéressante pour l'étude de la paléontologie d'autant plus que les sites ont parfois disparu.

### Mémoire de la carrière Lambert

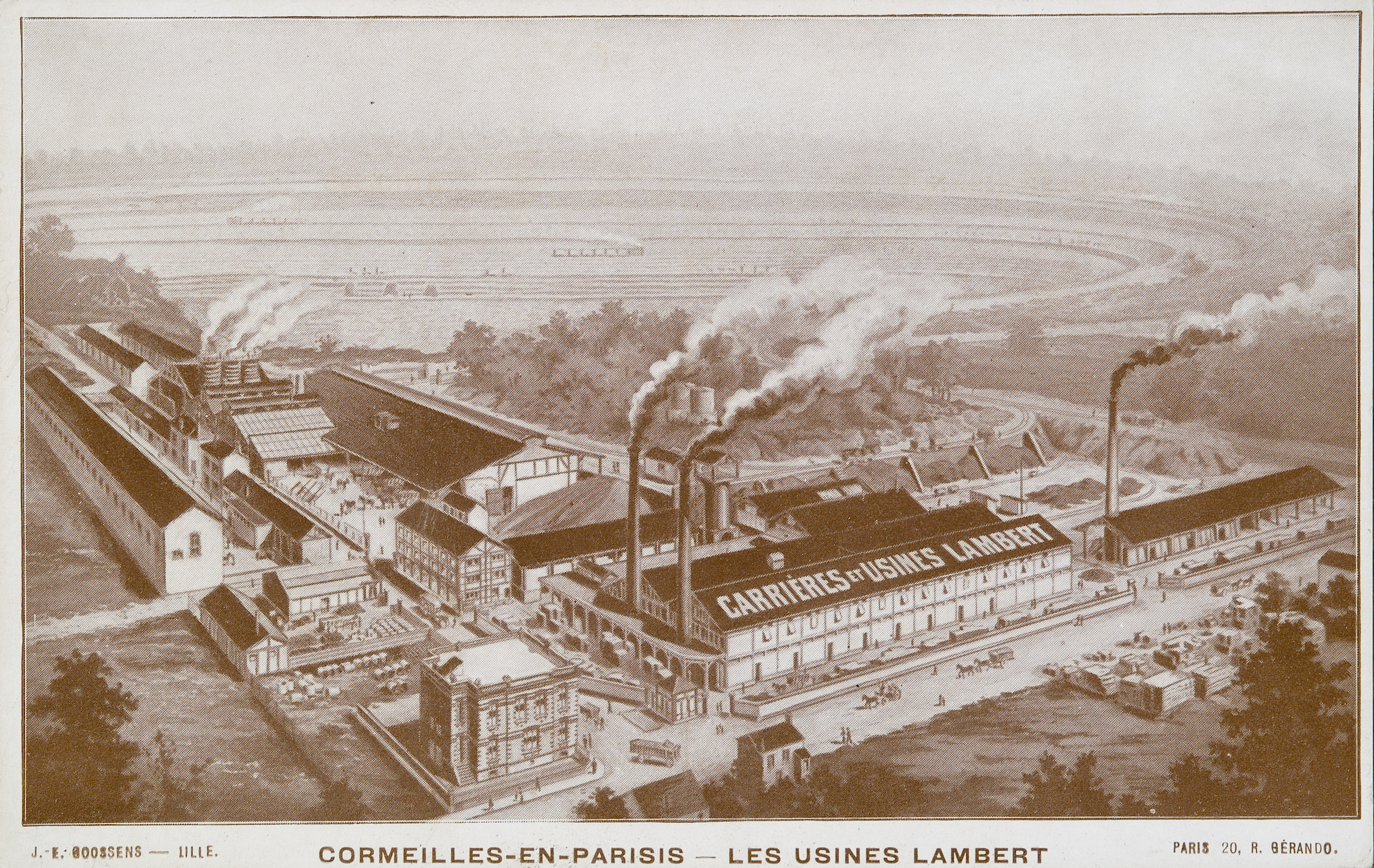
Carrières et usines Lambert de Cormeilles-en-Parisis en 1908. Archives du Musée du Plâtre.

Créée il y a près de 200 ans, la carrière de Cormeilles-en-Parisis est devenue au XXe siècle un site emblématique du plâtre et de l'industrie des matériaux, mais aussi un témoin majeur de la géologie du bassin parisien.
Les collections du musée sont riches d'une importante documentation et iconographie et de nombreux témoignages sur le site. Selon les expositions ou publications, le musée retrace les origines de la carrière à partir de 1830 avec la famille Lambert, son développement industriel à la fin du XIXe siècle, la création de la société Lambert, l'histoire de la cimenterie au bord de Seine, l'apport de la main-d'œuvre étrangère et la vie dans les cités ouvrières au XXe siècle.

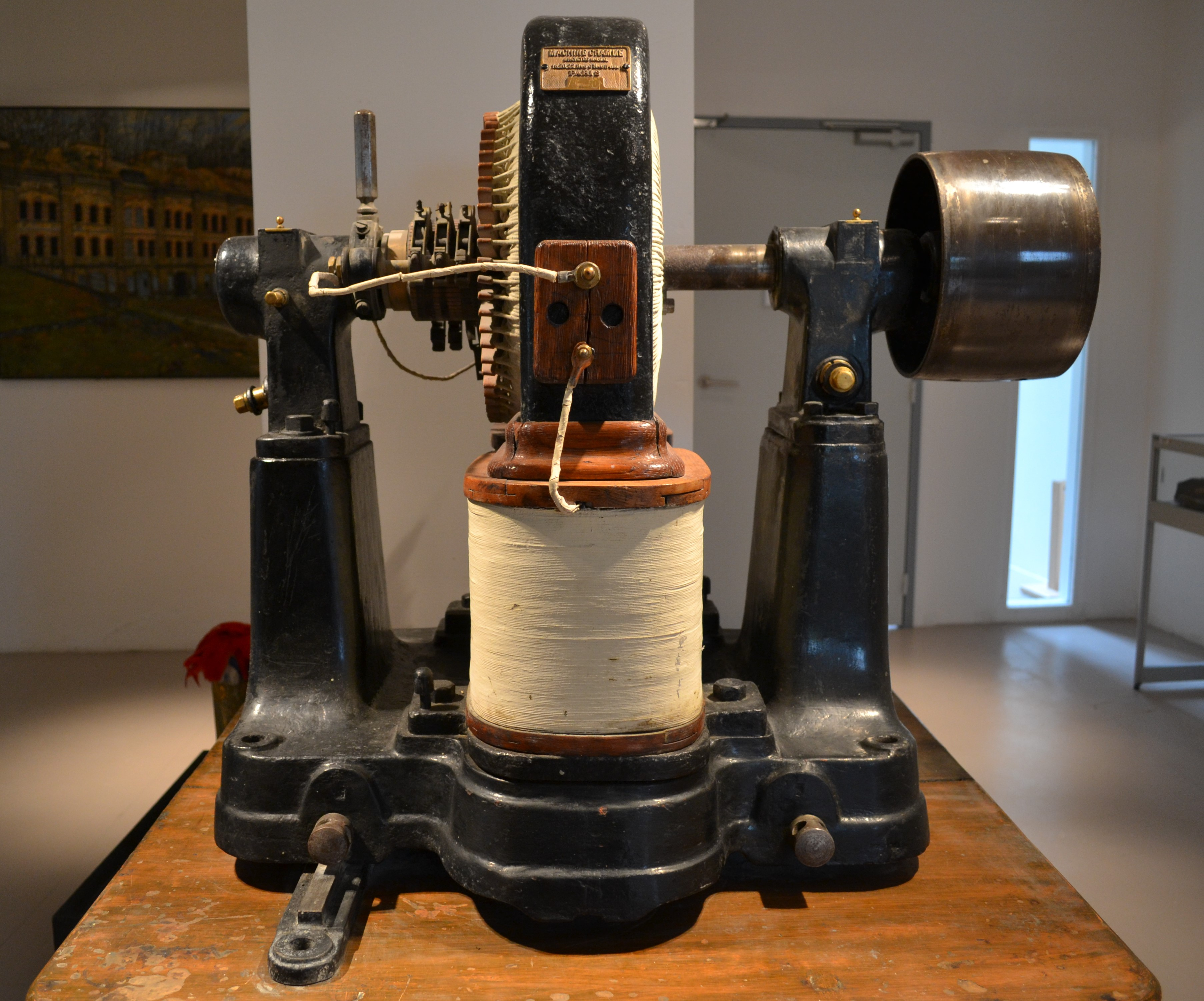
Machine de Gramme, 1906. Collections du Musée du Plâtre

Parmi les pièces spectaculaires provenant de l'ancienne usine Lambert, on peut admirer une machine de Gramme ou moteur-dynamo (1906) et une balance monumentale de marque Duchesne (1929) qui servait à peser les wagons de matériaux expédiés. Provenant de l'ancien quartier de la Carrière, le bar des Amis Réunis (XXe siècle) est devenu un lieu de rencontres conviviales.

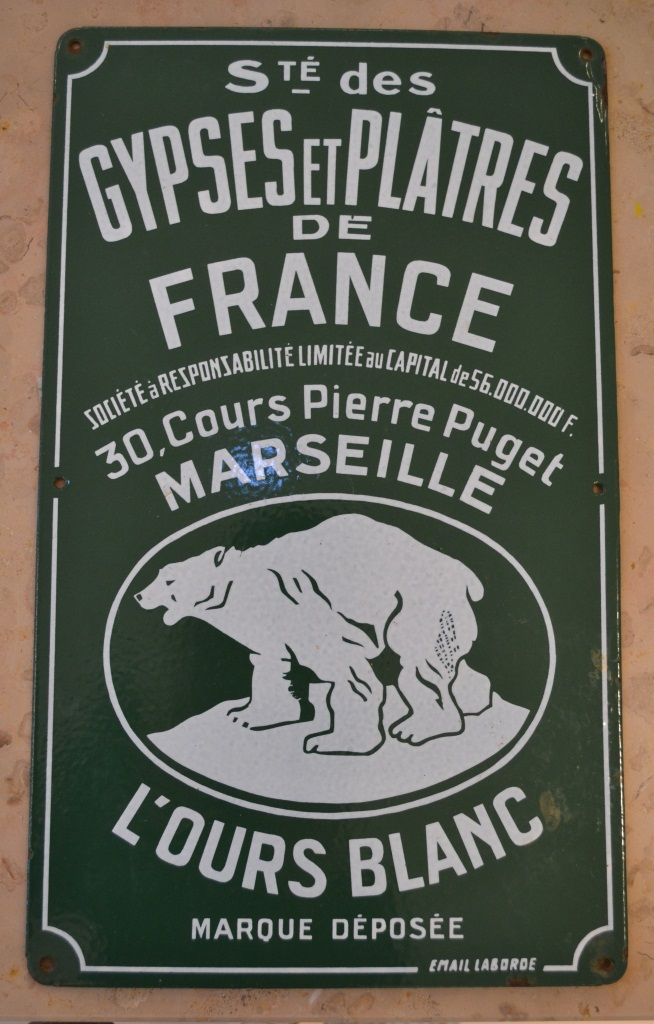
Plaque émaillée du plâtre L'Ours Blanc. Collections du Musée du Plâtre.

### Histoire des entreprises et territoires plâtriers
Le plâtre a une longue histoire millénaire, connu depuis la plus haute Antiquité et attesté au Proche-Orient actuel dès le Néolithique. Son usage est connu en France depuis l'époque gallo-romaine notamment en Région Parisienne avec les carrières historiques de Montmartre ou des Buttes Chaumont à Paris. L'exploitation du gypse a donné naissance à une importante industrie en Île-de-France qui concentre encore près de 70 % des ressources françaises, mais aussi ponctuellement en Provence, Pyrénées, Ariège, Aveyron, Savoie, Bourgogne, Jura, Charente…
Le musée archive plus de 1 500 documents ou iconographie sur ces territoires, mais également sur les anciennes entreprises plâtrières au nombre desquels Plâtres Lambert, Poliet & Chausson, SAMC, Plâtrières de Grozon qui ont donné naissance à Placoplatre, ou encore Mussat & Binot, Gypses et Plâtres de France, Plâtres Lafarge devenues Siniat.

### Métiers et arts du plâtre
Après extraction en carrière, le gypse est concassé et déshydraté pour devenir du plâtre. Le plâtre en poudre est prêt à l'emploi en réincorporant de l'eau et recristallise en durcissant. Ses applications sont multiples dans la construction, la décoration, les ornements, le moulage, le médical, l'agriculture, la sculpture, etc..

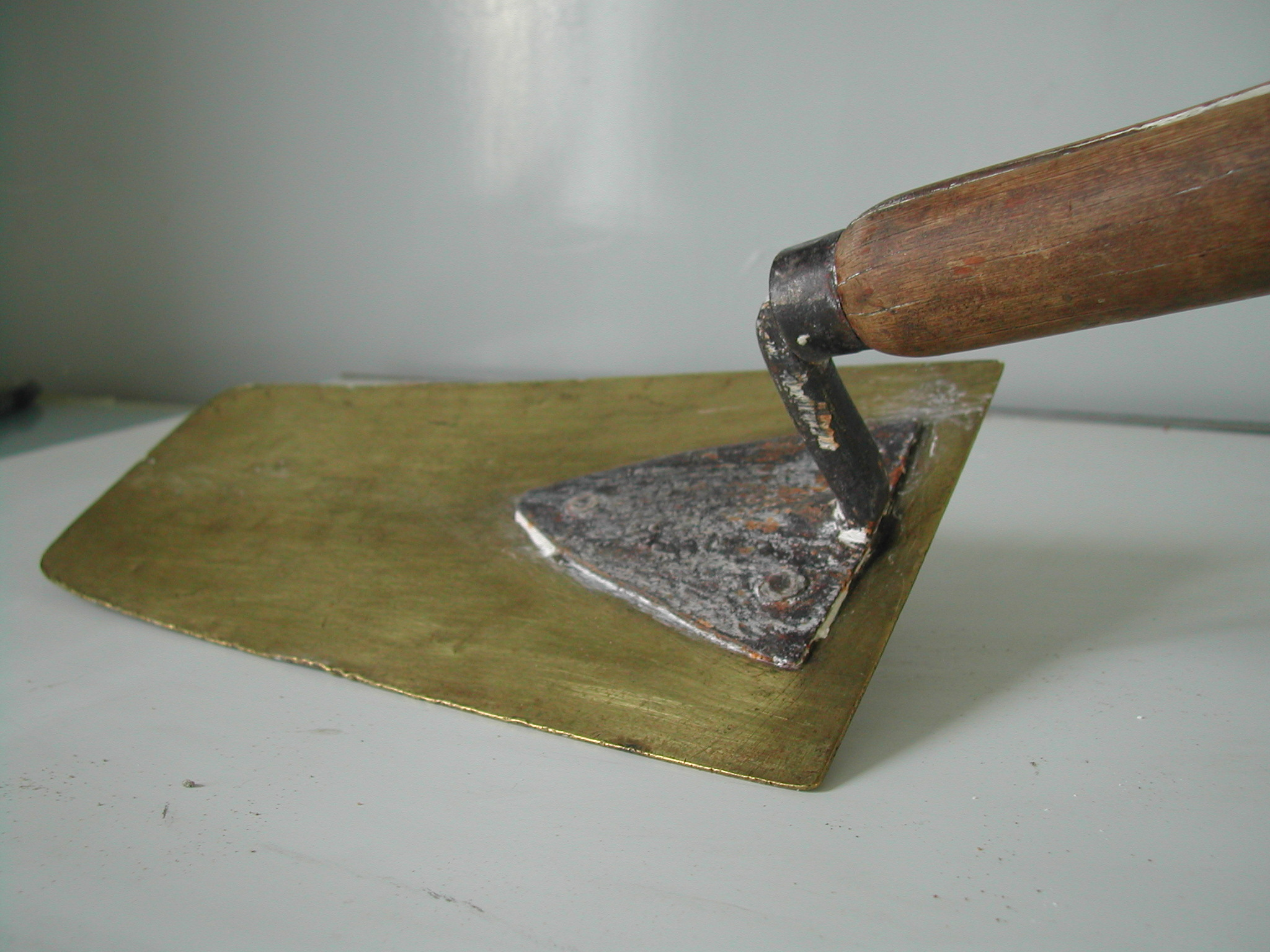
Truelle de plâtrier. Collections du Musée du Plâtre.

Les plus anciens vestiges de plâtre conservés au musée sont d'époque gallo-romaine (Ier au IIIe siècle apr. J.-C.) avec une marche d'escalier découverte à Cormeilles-en-Parisis en 1975 et un fragment de dallage de sol provenant des fouilles réalisées à Chelles en 1967-1968. Un morceau de sarcophage mérovingien (VIe siècle) a été étudié et a permis d'en proposer la technique de fabrication et de réaliser quelques coulages grandeur nature.

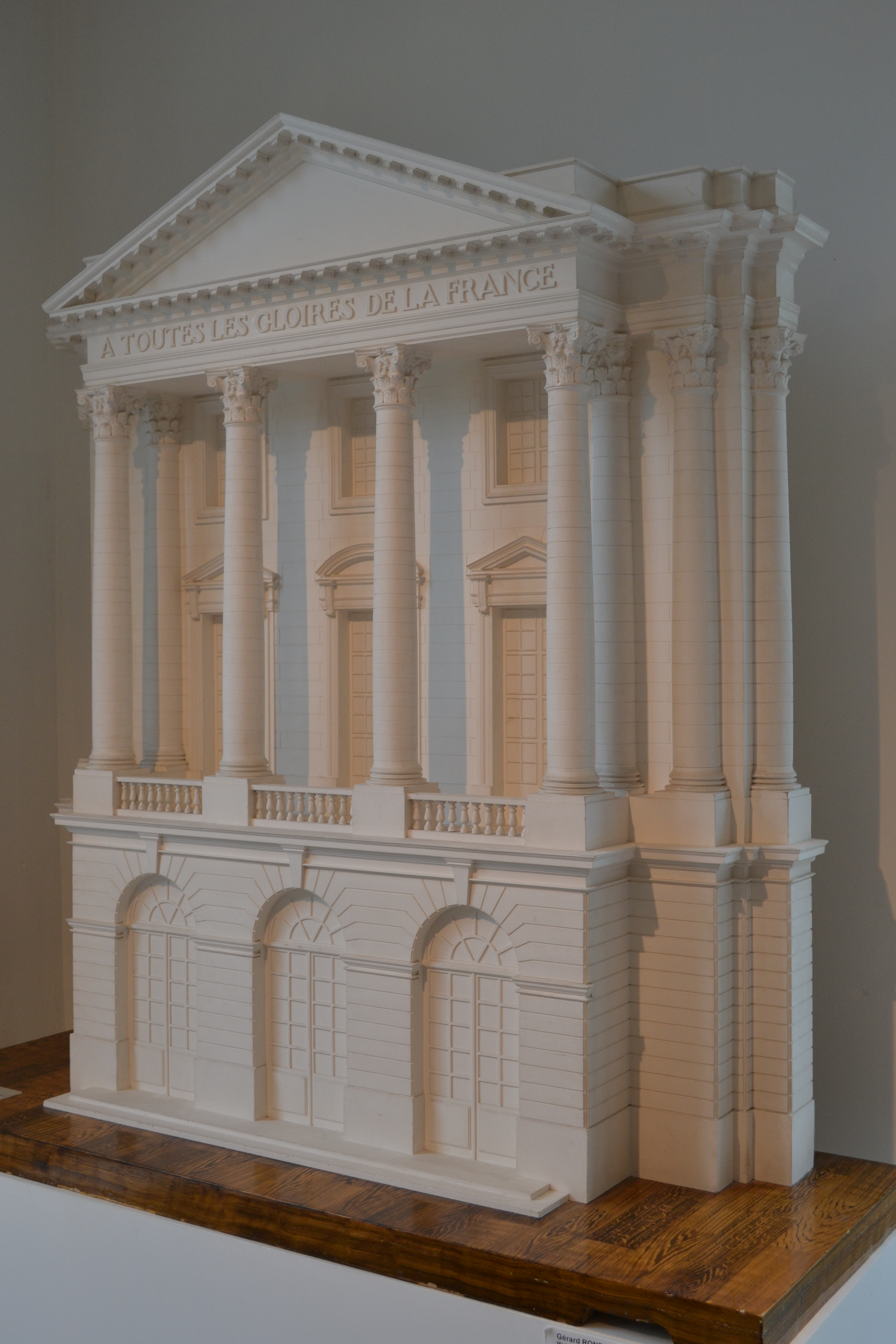
Maquette de l'Aile Gabriel du château de Versailles par Gérard Rondeau. Médaille d'argent en 1976 au concours des Meilleurs ouvriers de France Collections du Musée du Plâtre.

Le musée possède par ailleurs un important ensemble d'outils aux noms les plus divers — truelle, taloche, berthelet, guillaume, chemin de fer, lisseuse, etc. — dont la plupart proviennent de dons faits par d'anciens plâtriers. Ils illustrent un métier et des techniques qui ont peu changé jusqu'aux années 1950 avant l'introduction de la projection mécanique et le développement des matériaux préfabriqués comme le carreau ou la plaque de plâtre.
Les techniques du stuc et du staff sont présentées. Parmi les éléments d'ornement en staff, le musée expose les chefs-d'œuvre de Meilleur ouvrier de France de Gérard Rondeau (maquette du château de Versailles 1976 et maquette du château d'eau du CEA de Saclay 1979), de Roger Dauphin (maquette du château d'eau du CEA de Saclay 1979), de Frédéric Pirot (élément de voûte de l'escalier du Crédit Lyonnais 2000 et demi-fronton d'immeuble parisien 2004) ainsi que le chef-d'œuvre de Meilleure Apprentie de France de Marine Crépin (entablement 2014).
Une matériauthèque s'est constituée progressivement avec la récupération d'échantillons d'enduits anciens de façades en plâtre, et une collection de tuiles de fabriques aujourd'hui disparues.

### Moulage et sculpture

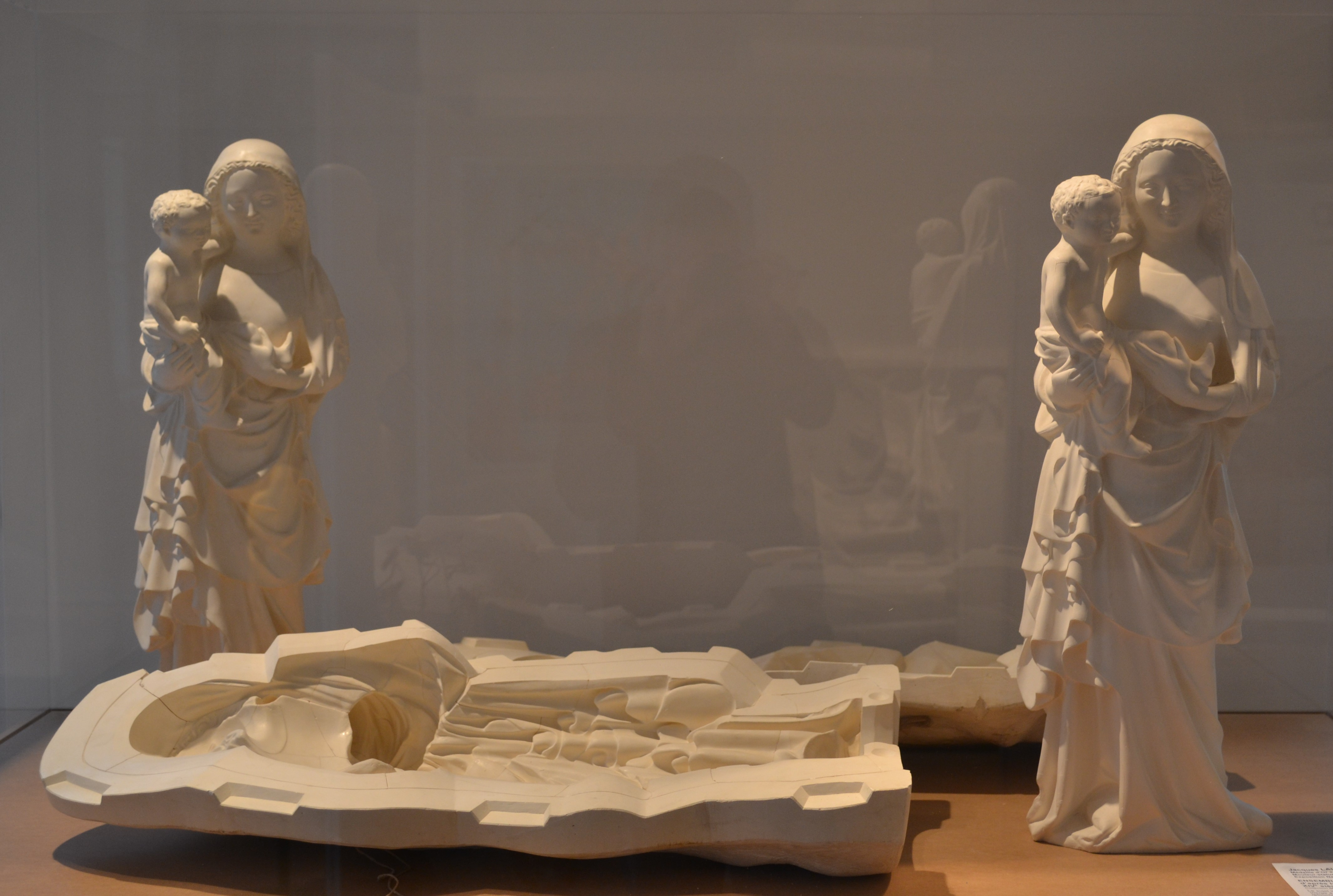
Moule à pièces de la Vierge au Boulanger par Jacques Laurent, Meilleur Ouvrier de France 1986. Collections du Musée du Plâtre.

Les techniques traditionnelles de moulage, avant l'invention des résines souples sont exposées avec le chef-d'œuvre de Meilleur ouvrier de France de Jacques Laurent (moule à pièces en plâtre et tirage de la Vierge au Boulanger 1986) et sa panoplie d'outils dont certains hérités de ses maîtres à l'Atelier de Moulage des Musées Nationaux.
Le moulage est une forme importante des applications du plâtre. De multiples exemples d'usages industriels sont exposés avec des moules utilisés dans l'industrie céramique (sanitaire, vaisselle), en fonderie, en bijouterie, pour les prothèses dentaires ou à usage médical (bandes plâtrées). On peut aussi découvrir d'autres applications plus insolites comme les masques de beauté utilisé en cosmétique.
Pour les moulages artistiques, le musée possède une gypsothèque où se côtoient de nombreux moules et moulages à usage populaire, notamment des éléments de la sainterie (fabrique de statuaire religieuse) de Vendeuvre-sur-Barse (Aube).
La sculpture s'expose aussi bien avec un ensemble de décor islamique en plâtre taillé, inspiré de l'Alhambra de Grenade, qu'avec des œuvres de sculpteurs tels Félix Charpentier (1858-1924) : médaillon du professeur Pajot ; Alix Marquet (1875-1939) : Ceux qui restent ; Yvonne Duttile (1883-1979), élève de Rodin : Baigneuse, Fille des Bois, Jeune homme yougoslave, Jeune femme ; ou des artistes plus contemporains avec Frédéric Gensse : Oiseaux Boules 1998 ; Marc Ibanès ; Frédérique Pillet : Le Poids du Monde 1999, l'Évasion 1999.

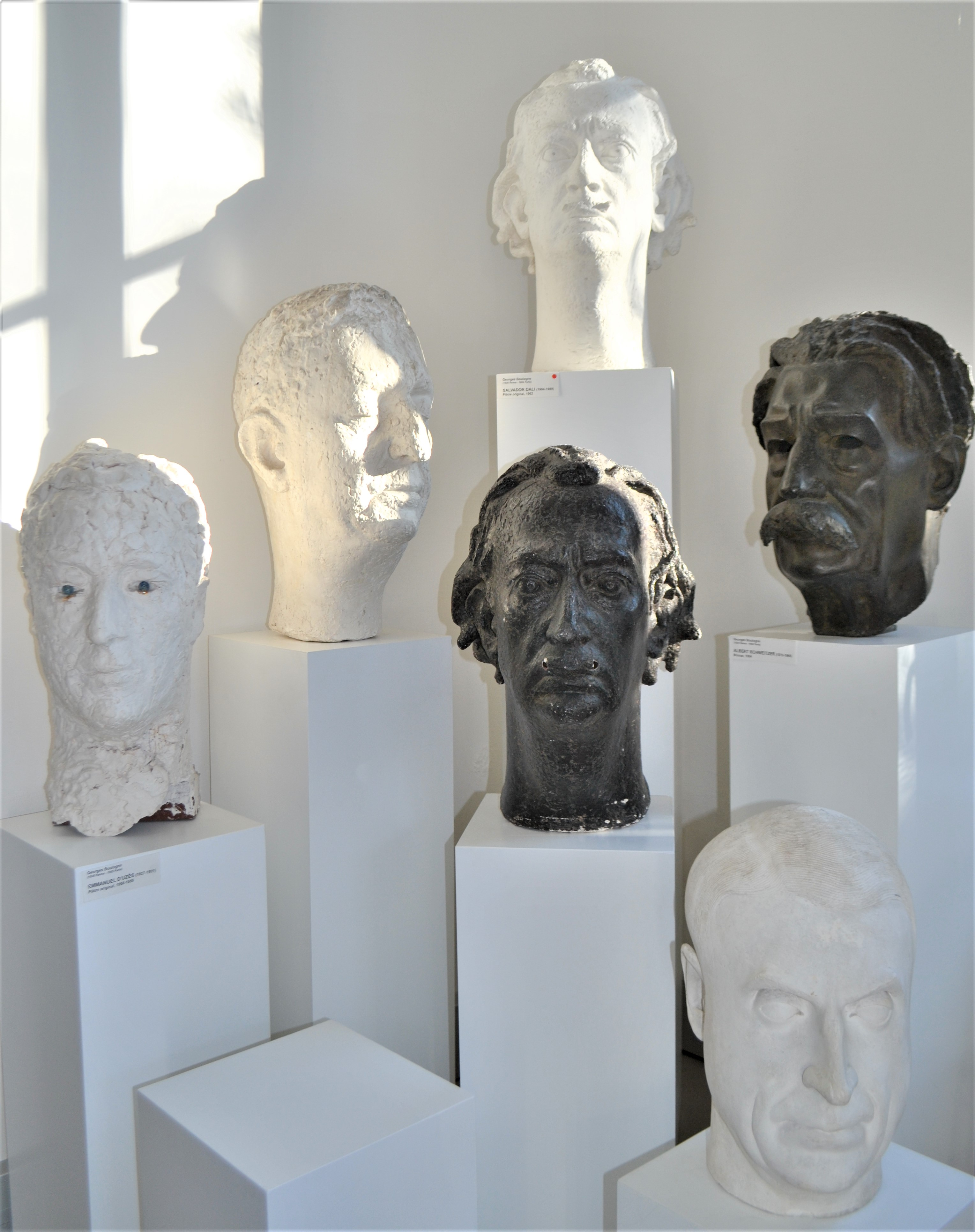
Plâtres originaux du sculpteur Boulogne. Collections du Musée du Plâtre.

### Le sculpteur Boulogne
Plus de 200 pièces dont 80 plâtres originaux constituent le fonds d'atelier du sculpteur Georges Boulogne (1926-1992) donné au musée en 2006. Cet artiste a été principalement actif des années 1950 à 1970.
Parmi les sculptures conservées, une série de bustes de personnalités de la seconde moitie du XXe siècle notamment ceux de Salvador Dali qui a donné lieu à d'extravagantes inaugurations par Dali lui-même à New York et à Paris (1963), du prince Rainier de Monaco (1955), du prix Nobel Albert Schweitzer (1955), du scientifique Jean Rostand (1958), du Maréchal Juin (1958), du compositeur Henri Sauguet (1958-1959), etc.
Des bas-reliefs illustrent le concept de la « double-image » dans la lignée du Surréalisme, aux sujets d'inspiration classique, religieux (Christ aidant un paralytique pour la chapelle de l'hôpital de Saint-Nazaire (1960), symbolique (La Main Trois Yeux, 1953), voire érotique.
À partir des années 1970 et jusqu'à sa mort en 1992, Boulogne travaille à des sujets plus personnels et des recherches créatives.

## Bibliothèque Françoise-Tribondeau
Le nom de la bibliothèque rend hommage à Françoise Tribondeau (1936-2000) qui a initié la création du Musée du plâtre en 1982.
La bibliothèque et le fonds documentaire sont riches de 5 000 livres et imprimés (dont 700 périodiques), une centaine de dossiers d'archives, 3 000 photographies dont la moitié concerne le fonds « Carrière Lambert », 2 000 documents graphiques : cartes postales, gravures, affiches, dessins.
Les thèmes abordés :
- Sciences : manuels scolaires, physique, chimie, SVT, géologie, minéralogie, paléontologie, botanique, géographie, environnement ;
- Matériaux : entreprises, carrières, gypse, plâtre, chaux, ciments, terre cuite, etc. ;
- Histoire de la Carrière Lambert et de Placoplatre ;
- Techniques et applications du plâtre : généralités, agriculture, construction, maçonnerie et plâtrerie, carreaux et plaques, staff, stuc et enduits, moulage, ludique, médical, sculpture, autres matériaux ;
- Art : architecture, Antiquité, Islam, Moyen Âge, Baroque, Classicisme, XIXe siècle, XXe siècle, XXIe siècle, artistes, moulages et collections.
- Archives du sculpteur Boulogne.
- Histoire : transports, économie, industrie, histoire sociale et ouvrière, métiers et techniques.
- Territoires : pays du monde, régions de France, Paris et Île-de-France, Val-d'Oise, Cormeilles-en-Parisis.
- Généralités : culture scientifique, muséologie, littérature.

## Publications du musée
- Fer de Lance, bulletin de l'association, 1982-1998,
- La Lettre Blanche, lettre du musée, depuis 1998,
- Les Articles du Musée du Plâtre, depuis 2010,
- Il était une fois le plâtre, 2012, 16 p.,
- Vincent Farion, Placoplatre  et  autres  histoires  industrielles. Plâtres  Lambert, Poliet & Chausson, SAMC, Plâtrières de Grozon, Isobox-Henry, MHHP, 2019, 194 p. (ISBN 978-2-9538265-5-5),
- Vincent Farion, Si la Carrière m'était contée. La plâtrière et les usines Lambert, le quartier et ses habitants à Cormeilles-en-Parisis 1832-2008, Musée du Plâtre, 2008, 56 p. (ISBN 978-2-9530327-2-7),
- Groupe de Recherche sur le Plâtre dans l'Art (GRPA), Le plâtre et la couleur. Volume 1 : Le plâtre teinté dans la masse, Musée du Plâtre, 2017, 34 p. (ISBN 978-2-9530327-4-1),
- Groupe de Recherche sur le Plâtre dans l'Art (GRPA), Le plâtre et la couleur. Volume 2 : Le plâtre peint, Musée du Plâtre, 2019, 76 p. (ISBN 978-2-9530327-6-5),
- Groupe de Recherche sur le Plâtre dans l'Art (GRPA), Le plâtre, l'art et la matière, Créaphis, 2001, 81 p. (ISBN 9782913610194),
- Jacques Hantraye, L'ascension de la famille Lambert de Cormeilles-en-Parisis (XVIIe – XIXe siècle), vol. 1 : Aux origines de la pluriactivité vers 1650-1836, Musée du Plâtre, 2007, 44 p. (ISBN 978-2-9530327-0-3),
- Jacques Hantraye, L'ascension de la famille Lambert de Cormeilles-en-Parisis(XVIIe – XIXe siècle), vol. 2 : Les mutations de l'exploitation agricole et l'essor de l'activité plâtrière 1836-1882, Musée du Plâtre, 2008, 56 p. (ISBN 978-2-9530327-1-0),
- Jacques Hantraye, Les origines guadeloupéennes du sculpteur Boulogne. Entre héritage créole et installation en Europe (1650-1960), Musée du Plâtre, 2017, 116 p. (ISBN 978-2-9530327-5-8),
- Jacques Hantraye, Les ports au plâtre. Le commerce du plâtre sur la Seine et l'Oise au XIXe siècle, Musée du Plâtre, 2020, 214 p. (ISBN 978-2-9530327-7-2),
- Jacques Hantraye, Les visiteurs de la carrière. 100 ans sur le terrain à Cormeilles-en-Parisis, Musée du Plâtre, 2021, 202 p. (ISBN 978-2-9530327-8-9).